# ديف دونز
ديف دونز (بالإنجليزية: Dave Downs)‏ هو لاعب كرة قاعدة أمريكي، ولد في 21 يونيو 1952 في لوغان في الولايات المتحدة.

## وصلات خارجية
- ديف دونز على موقع دوري كرة القاعدة الرئيسي (الإنجليزية)
- ديف دونز على موقعبيزبول رفرنس.كوم (الدوري الرئيسي) (الإنجليزية)
- ديف دونز على موقعبيزبول رفرنس.كوم (الدوري الثانوي) (الإنجليزية)
- ديف دونز على موقع إي إس بي إن.كوم (أم.أل.بي) (الإنجليزية)
- ديف دونز على موقع مشجعي الرسوم البيانية (الإنجليزية)